# Assassinatos do churrasco
Os assassinatos do churrasco (em inglês:  barbecue murders) referem-se a um duplo homicídio em 1975 no Condado de Marin, Califórnia, Estados Unidos. O consultor de negócios James "Jim" Olive e sua esposa Naomi foram assassinados em sua casa por sua filha adotiva de 16 anos, Marlene, e seu namorado de 20 anos, Charles "Chuck" Riley, que então tentaram se livrar dos corpos queimando-os em uma churrasqueira em um acampamento próximo. Riley foi condenado por duas acusações de assassinato em primeiro grau e recebeu uma pena de morte, que mais tarde foi alterada para prisão perpétua com possibilidade de liberdade condicional. Marlene, julgada como menor, recebeu uma sentença de três a seis anos em uma unidade juvenil da Autoridade Juvenil da Califórnia, da qual foi libertada aos 21 anos, tendo cumprido pouco mais de quatro anos.
O caso ganhou atenção mundial devido às idades dos perpetradores, aos detalhes do crime e à grande disparidade nas sentenças entre os dois perpetradores. Riley e Olive também têm sido objeto de cobertura contínua em conexão com seus repetidos pedidos de liberdade condicional e suas condenações subsequentes por vários outros crimes.